# Geophilus embius
Geophilus embius är en mångfotingart som först beskrevs av Chamberlin 1912.  Geophilus embius ingår i släktet Geophilus och familjen storjordkrypare. Inga underarter finns listade i Catalogue of Life.